# Korengarst (waterschap)
Korengarst (ook: De Korengarst) is een voormalig waterschap in de provincie Groningen.
Het schap lag ten noorden van Noordbroek, rond de streek Korengarst. De noordgrens lag bij het Siepkanaal (de grens tussen de gemeentes Menterwolde en Slochteren), de oostgrens lag bij de weg de Hamrik, de zuidgrens lag net ten zuiden van Korengast en de westgrens lag bij de Eideweg. In 1935 werd het waterschap de Waterkampen aan de Korengarst toegevoegd. De molen van het waterschap werd gebouwd in 1804 door de volmachten van de Korengarster watermolen. Hij sloeg uit op het Grootemaar, die uitkwam in het Hondshalstermaar. Door de polder liep het Lutjemaar (dat onder andere de afwatering van de Noordermolenkolonie was) die het schap in tweeën knipte, zodat er onder het Lutjemaar een onderleider of grondpomp was aangebracht.
Waterstaatkundig gezien ligt het gebied sinds 2000 binnen dat van het waterschap Hunze en Aa's.